# Opsada Gvozdanskog 1577. – 1578.
Opsada Gvozdanskog 1577. – 1578. godine bila je opsada hrvatske utvrde Gvozdanskog, obrane Hrvatskoga Kraljevstva.

## Uvodne okolnosti
Naselje Gvozdansko imalo je starohrvatsku utvrdu koju su podigli hrvatski plemenitaši Zrinski. U njemu je Nikola III. Zrinski imao topionicu, ljevaonicu i kovnicu novca. Ova utvrda se u 16. stoljeću postavila kao brana pred turske osvajače i njihove vlaške sluge s istoka.
Kad je 1556. godine pala pod Osmanlije utvrda Novigrad, današnji Dvor na Uni, Gvozdansko je došlo na udar, jer se nalazilo na strateški važnom putu u meki trbuh Hrvatskog Kraljevstva. Dolinom potoka Žirovnice na zapad išao je stari put koji je padom Novigrada postao nebranjen i otvoren za turske provale.
Već 1561. godine zloglasni poturica Malkoč-beg u dva je navrata opsjeo utvrdu, no oba je puta napadač odbijen.
Bosanski sandžak-beg Ferhat paša počeo je s osvajanjem krajeva između Une i Kupe i u porječju rijeke Gline. Pobijedio je kod Budačkog 1575. godine (kad je poginuo Herbert von Auersperg-Turjak) pa 1577. godine zauzeo hrvatske gradove – utvrde: Kladušu, Ostrožac, a Zrin 20. listopada 1577. godine (dosta posjeda obitelji Zrinskih).
Osmanlijska vojska je još od 1571. do 1577. godine poduzela četiri neuspješna pohoda, od toga dvaput Ferhad-beg Sokolović također u dvama navratima, 1574. i 1576. godine (Kapidži-baša) (poslije zapovjednik opsade 1578. godine). Svaki su put članovi gvozdanske posade odbile napade, a svaka je opsada bila dramatična i u dramatičnim okolnostima hrvatske su snage odbile napade osmanskih snaga i njihovih martoloških saveznika.
Već tijekom ljeta 1577. godine turska je vojska sagradila most preko rijeke Une kod Novigrada preko kojega je prešla velika komora i sedam velikih topova za rušenje tvrđavskih bedema.
Nakon što je blokirao sve smjerove kojima je mogla stići pomoć opkoljenom Gvozdanskom Ferhad-beg je krenuo postupno osvajati okolna uporišta. Prvi je pao Zrin 20. listopada iste godine, a zahvaljujući topništvu potom je osvojio i ostale još neosvojene hrvatske utvrde: Kladušu, Pećigrad, Podzvizd, Ostrožac i Drežnik.

## Opsada
Opsada je počela 3. listopada 1577. godine. Za razliku od prethodnih, bila je znatno bolje pripremljena.
Turske snage od 10 tisuća utaborile su se zajedno s vlaškim četama podno grada.
Hrvatske su snage bile odsječene od slobodnog dijela Hrvatskog Kraljevstva. Logistika je bila u očajnom stanju. Pomoć u ljudstvu nije nikako stigla tijekom opsade, niti u hrani, dok su zalihe bile sve potrošene. Te osjetljive informacije znao je turski osvajač.
Ferhad-paša nastupio je suprotno dotadašnjem načinu ratovanja. Nije čekao proljetnu sezonu, kad bi narasla trava kojom se hranilo konje i vučnu stoku, odnosno nije se je povukao zbog zime kada više nije bilo hrane za životinje i kad su se se vojske obično povlačile u zimovnike sve do novog proljeća. Odlučio je po svaku cijenu zauzeti Gvozdansko, što je zateklo branitelje koji nisu bili spremni za zimsku opsadu.
Zima je bila iznimno hladna. Od hladnoće u gvozdanskim šumama drveće je pucalo od hladnoće, a konji na otvorenom su ugibali od studeni.
Ferhad-paša je na Božić 25. prosinca 1577. godine uputio braniteljima ponudu da se predaju. Nakon što je odbijena, osmanske snage topovima tuku tvrđavu, znatno prorijedivši braniteljske redove. Posada je i nadalje odbijala turske ultimatume. Zbog nedostatka hrane, prisiljeni su bili jesti pse-čuvare.
Dne 9. siječnja 1578. godine posada je ostala sasvim bez hrane, jer su Turci strijelama ubacili otrovano meso i njime otrovali posljednja dva psa. Pozvao je posadu neka se preda, no odbili su odgovorivši da će radije umrijeti nego se sramno predati.
U zapisima stoji: "Kad je pristigla glavnina osmanske vojske Ferhat-paša poslao je izaslanika do gradskih zidina s ponudom braniteljima Gvozdanskog da u 3 sata napuste utvrdu i slobodno otiđu sa svom pokretnom imovinom na slobodni prostor Hrvatske. Kako već mjesecima nije bilo komunikacije grada sa slobodnim ostatkom Hrvatske, a ni pomoć ni hrana nisu stizali do grada, zalihe u gradu su nestale, pa se paša sa svojim zapovjednicima nadao da će se u takvim okolnostima grad predati. No i u noći na treći dan opsade iz grada nije bilo predaje, hrabri vitezovi nisu pokleknuli. Te noći 12. na 13. siječnja ljeta 1578. Ferhat-paša zapovjedio je osobnoj straži da nalože još nekoliko vatri i donesu još bundi jer nije mogao zaspati od hladnoće, temperatura zraka toliko je pala da su i konji, koji su bili na otvorenom, počeli ugibati od hladnoće. Cijele noći čuli su se jezivi pucnjevi drveća, koje je pucalo od hladnoće, a u gradu u kojemu je sve utihnulo ugasle su i zadnje vatre, što je strašno uznemirilo turske izvidnice, koje su o tome smjesta izvjestile pašu. Paša je zbog bojazni da bi mogao uslijediti napad iz utvrde podigao uzbunu i pripremio svoju vojsku za obranu, no cijele noći, čas se grijući, čas motreći naizmjence, turski i vlaški vojnici bili su u strahu."
Sljedeća tri dana organizirao je tri velika juriša kojima je pokušao zauzeti Gvozdansko, no neuspješno. Ta tri dana žestokih borba preživjelo je još samo tridesetak branitelja, koji su ostali bez strjeljiva. Tijekom noći ugasile su se sve vatre u gradu i više se nije čulo ni glasa. Misleći kako je posrijedi ratna varka Ferhad-beg odgodio je napad do zore. Dne 13. siječnja osmanske su snage izvršile topničku pripremu, te krenule u juriš. No s druge strane paljbe nije bilo. Provalili su vrata tvrđave, ne naišavši na otpor, i ostali su osupnuti prizorom. Zatekli su grad pun ruševina u kojem su bila na svojim borbenim položajima mrtva tijela smrznutih branitelja izmučenih glađu i mrazom koji su svjesno pošli u smrt. U gradu nije bilo ni hrane, ni vode, ni strjeljiva, ni ogrjeva.
Prizor je potresao osmanskog zapovjednika koji je zadivljen junaštvom hrvatske posade zapovijedio dovesti katoličkog svećenika da bi se poginule pokopalo po kršćanskom obredu uz vojne počasti.
Osim toga, preostalu šačicu malobrojnih stanovnika cijelog tog kraja oslobodio je od teških poreza i nameta kakve su imali drugi zauzeti krajevi, jedino su trebali izdvajati 400 dukata danka godišnje za obranu.

## Hrvatske snage
Onodobne kronike daju ove podatke: utvrdu Gvozdansko branilo je 300 branitelja, sastavljenih od malobrojne posade zrinskih vojnika (svega pedesetak) i oko 250 seljaka i rudara sa ženama i djecom, pod zapovjedništvom kapetana Damjana Doktorovića, Jurja Gvozdanovića, Nikole Ožegovića i Andrije Stepšića. Tih 250 seljaka bili su najvećim dijelom rudari iz podgrađa Jame, te nešto haramija, stalni tvrđavski stražari i kranjski puškari.
Na drugoj strani našla se vojska od 10.000 turskih napadača potpomognuta vlaškim četama.

## Značaj
Velika vojna vještina, otpor do posljednjeg čovjeka i svjesno žrtvovanje za domovinu učinilo je Gvozdansko simbolom hrvatske želje za slobodom i otpora protiv stranih osvajača. U hrvatskoj povijesti Gvozdansko igra ulogu sličnu onoj koju ima Masada u židovskoj i Alamo u američkoj povijesti. Ova bitka zauzima posebno mjesto u hrvatskoj vojnoj povijesti pokraj one bitke za Siget 1566. godine gdje su se istakle hrvatske postrojbe pod vodstvom Nikole Šubića Zrinskog.

## Odraz u umjetnosti
- Hrvatski političar i književnik Ante Tresić Pavičić napisao je ep Gvozdansko. Pisao ga je tri godine, od 1937. do 1940. godine. Nadahnuće su mu bila djela fra Andrije Kačića Miošića. Tresić Pavičić je svoje djelo nazvao "najviteškijim i najnevjerojatnijim djelom u povijesti čovječanstva". To je najveći hrvatski ep.[4] Ep se sastoji od 21 406 rimovanih deseteraca u 24 pjevanja. Sastavljen je da bi budio hrvatski narodni ponos. Objavljen je posmrtno, tek šest desetljeća poslije, 2000. godine.[5]

## Vanjske poveznice
- Marsela Alić, Gvozdansko – nepoznata priča o hrvatskom junaštvu, povijest.hr
- Damir Borovčak, Gvozdansko - svetište hrvatskog junaštva, 1. dio, 2. dio, 3. dio, hkv.hr, 12.–14. siječnja 2010.